# Trichocyclus nullarbor
Trichocyclus nullarbor is een spinnensoort uit de familie trilspinnen (Pholcidae). De soort komt voor in West-Australië en Zuid-Australië.